# Lareine
Pour les articles homonymes, voir Lareine.
 (novembre 2012).
Si vous disposez d'ouvrages ou d'articles de référence ou si vous connaissez des sites web de qualité traitant du thème abordé ici, merci de compléter l'article en donnant les références utiles à sa vérifiabilité et en les liant à la section « Notes et références ».
LAREINE est un groupe visual kei de rock japonais.

## Histoire
L'histoire commence en 1994 lorsque Kamijo et Mayu, avec trois autres membres, forment un premier groupe, Laleine. Emiru les rejoint après le passage d'une petite annonce. Ils sortent une Demo Tape: Lu Cherie, et font une première tournée.
Mayu le guitariste quitte le groupe provisoirement pour cause de divergence avec un autre membre du groupe, quelque temps plus tard celui-ci dès le départ du musicien concerné réintègre le groupe.
C'est alors qu'arrive une seconde Demo Tape incluant les titres Dir en Grey et Feerie, et qu'ils entament une seconde tournée. Le troisième guitariste et le batteur quittent le groupe, ce qui permet à Kamijo d'y intégrer Machi. Ils font une autre tournée, Pain of Love Story. En 1996 le groupe change de nom pour devenir Lareine, et sort sa première demo tape sous ce nom : saikai no hana (fleur des retrouvailles : nom qui annonce la couleur à venir). Akira (au synthé) vient les rejoindre pour quelque temps : ils sortent une autre demo tape Tsukiyo no kageki, commencent à enchaîner les tournées et les concerts. 
À la fin de l'année sort leur premier mini album : Blue Romance, disponible par courrier uniquement. Il sera réédité en 1997, puis enfin complété en septembre pour devenir le premier album de Lareine.
Janvier 1997, Lareine signe son premier concert seuls sur scène à Meguro. Ils font deux tournées dans l'année, des lives promotionnels pour Blue Romance. Akira les quitte après une dernière demo tape : Mist; Lareine compte à nouveau 4 membres. 
En 1998 commence la tournée Fleur, en avril est créé leur fan club officiel "Fleur", et le single sort suivi de peu par une tournée et une vidéo. À la fin de l'année sortent un Visual CD Book: Lilie Charlotte; et un maxi single, Metamorphose.
Lareine passe major chez Sony Music en 1999, après la tournée Metamorphose : leur premier single major est fiançailles, puis dans la même année, Billet ~osanaki natsu no binsen~ et Fuyu Tokyo.
Leur dernière année sort le single Bara wa utsukushikuchiru, reprise du générique de Versailles no Bara, ainsi que le premier album major Fierté No Umi To Tomo Ni Kyu. En août, Emiru décide de quitter le groupe pour divergences au niveau musical; Machi quant à lui estime que s'ils ne sont pas tous les quatre ce n'est pas la peine de continuer. Enfin Mayu quitte Lareine: Kamijo se retrouve seul et sort Grand Pain et Scream. Kamijo finit par abandonner Lareine: il retrouve Mayu dans New Sodmy dès 2001. 
Automne 2002, contre toute attente Kamijo décide de reprendre seul Lareine et sort un single intitulé chou no hana. Kamijo reforme Lareine, Emiru le rejoint rapidement après l'avortement prématuré de son groupe Ribbon, Mayu finit par y revenir. Un nouveau membre s'ajoute au groupe et Lareine renaît. Un nouvel album est prévu pour 2006. La plupart des chansons de New Sodmy sont reprises par Lareine dans de nouvelles versions, alors que le groupe New Sodmy lui-même est en pause. Après la sortie du single Last Song For You, Lareine se sépare en 2007, pour cause du départ d'Emiru. Puis, toujours en 2007, Kamijo devient le chanteur du groupe Versailles.
Lareine se reforme, le temps d'un concert, avec le line-up de la période Sony Music, lors du concert fêtant les 20 ans de la carrière de Kamijo en 2015. New Sodmy se réforme lui aussi ponctuellement durant ce concert.

## Formation
- Kamijo, Chant
- Emiru, Basse
- Mayu, Guitare
- Hirono, Guitare
- Akira, Guitare
- Kazumi, Percussions
- Machi, Percussions

## Discographie

### Albums studio
- Blue Romance "Yasashii Hanatachi No Kyousou" - Septembre 1997
- Lillie Charlotte - 1998
- Fierte No Umi To Tomo Ni Kyu - The Last Of Romance- -  2000
- Scream - Novembre 2000
- ETUDE - Platinum White  - 2003 (réédition de l'EP ETUDE)
- Crystal Letos  - 2004
- Never Cage - 2004
- Reincarnation - 2005
- TOUR ~ Through a Deep Forest ~ - 2005
- Ballad - 2007
- Lillie Charlotte - within Metamorphose - 2013 (réédition de l'album Lillie Charlotte)

### EP studio
- Blue Romance - 1996
- Etude - 2002
- Majesty - LAREINE STORY SERIES Chapter I - 2003
- Knight - LAREINE STORY SERIES Chapter II - 2003
- Princess - LAREINE STORY SERIES Chapter III - 2004
- Cinderella Fantasy - 2005
- Winter Romantic - 2006

### Albums Live
- Deep Forest - 2006

### Compilations
- Reine de Fleur 1 - 2003
- Reine de Fleur 2 - 2003
- Imperial Concerto - 2006
- Fleur - Lareine best album - 2007